# Diecezja Manchester
Diecezja Manchester (łac. Diocensis Manchesteriensis, ang. Diocese of Manchester) – rzymskokatolicka diecezja ze stolicą w Manchesterze w  stanie New Hampshire, region Nowa Anglia, Stany Zjednoczone.
Terytorialnie obejmuje cały stan New Hampshire.

## Historia
Diecezja została kanonicznie ustanowiona przez papieża Leona XIII 15 kwietnia 1884, wyodrębniona z terytorium Diecezji Portland w stanie Maine.

### Poprzedni ordynariusze
- Biskup Denis M. Bradley (1884–1903)
- Biskup John B. Delany (1904–1906)
- Biskup George A. Guertin (1906–1931)
- Biskup John B. Peterson (1932–1944)
- Biskup Matthew F. Brady (1944–1959)
- Biskup Ernest J. Primeau (1959–1974)
- Biskup Odore Gendron (1974–1990)
- Biskup Leo E. O'Neil (1990–1997)
- Biskup John McCormack (1998–2011)
- Biskup Peter Libasci (od 2011)

## Parafie
- Parafia św. Józefa w Claremont
- Parafia św. Stanisława Biskupa i Męczennika w Nashua

## Szkoły

### Szkoły średnie
- Bishop Brady High School, Concord
- Bishop Guertin High School, Nashua
- Holy Family Academy*, Manchester
- Immaculate Conception Apostolic School, Center Harbor
- Mount Royal Academy, Sunapee
- St. Thomas Aquinas High School, Dover
- Trinity High School, Manchester